# Лёчбергская железнодорожная линия
Линия Лёчберг (нем. Lötschberglinie) — это железная дорога в Швейцарии, связывающая Шпиц в кантоне Берн с Бригом в кантоне Вале. Она пересекает Бернские Альпы, от Бернского Оберланда до верхнего Вале, через тоннель Лёчберг в середине пути. Вместе с тоннелем Симплон югу от Брига, является одной из главных железных дорог через Альпы и важнейших осей север-юг в Европе. Ось Лёчберг использует проходящий понизу и длинный базисный туннель Лёчберг, часть проекта нового железнодорожного сообщения через Альпы.
Линия славится своей двойной петлёй спиральных туннелей в долине Кандер на северном подходе к тоннелю Лёчберг и выходом в долину Роны на крутом склоне горы, через многочисленные туннели и виадуки на южном спуске. Её верхней точкой является 1240 м над уровнем моря, что  делает её высочайшей железной дорогой стандартной колеи в Швейцарии, не использующей зубчатую передачу.

## Местоположение

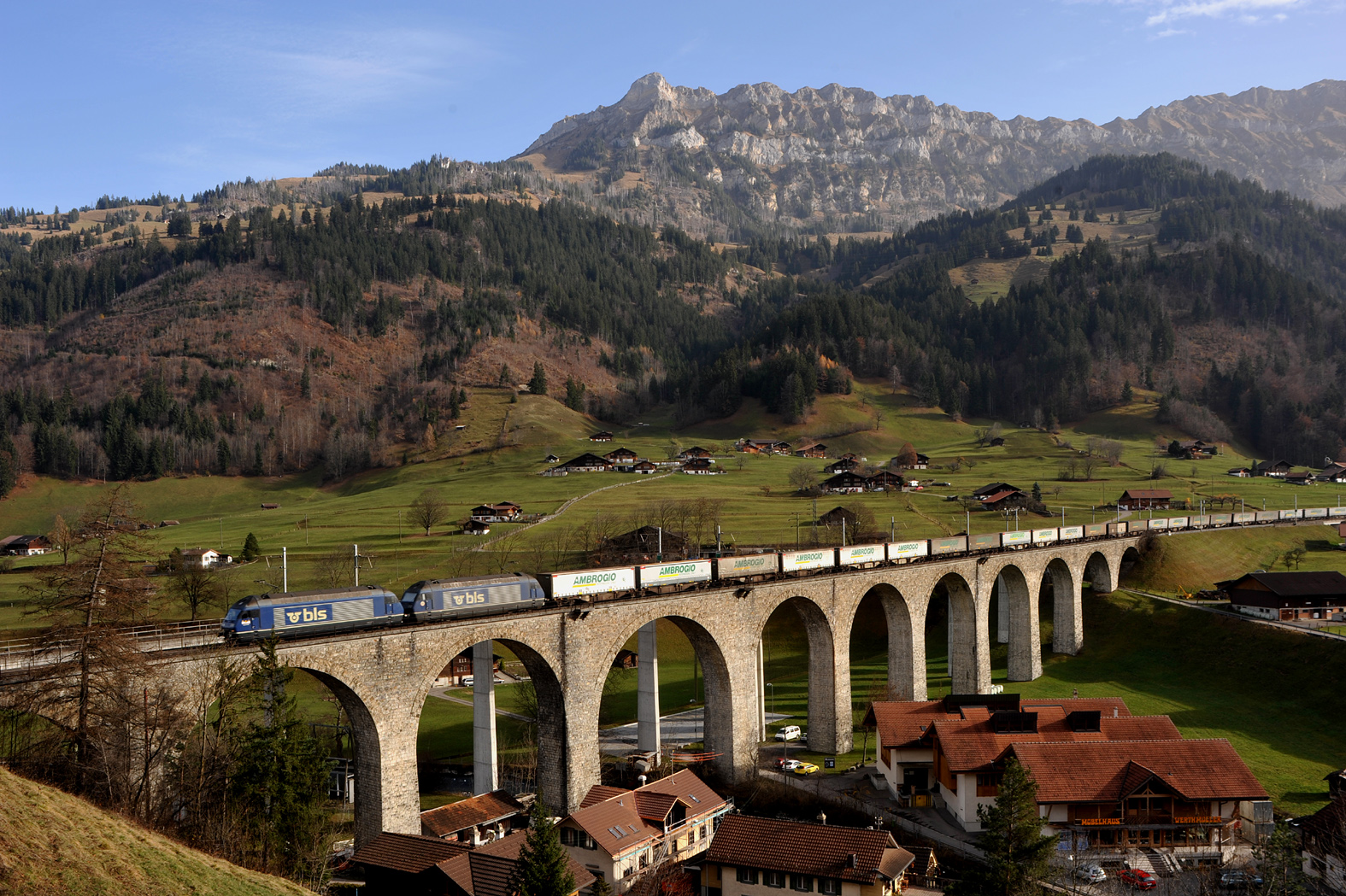
Виадук Кандер(Северный склон)

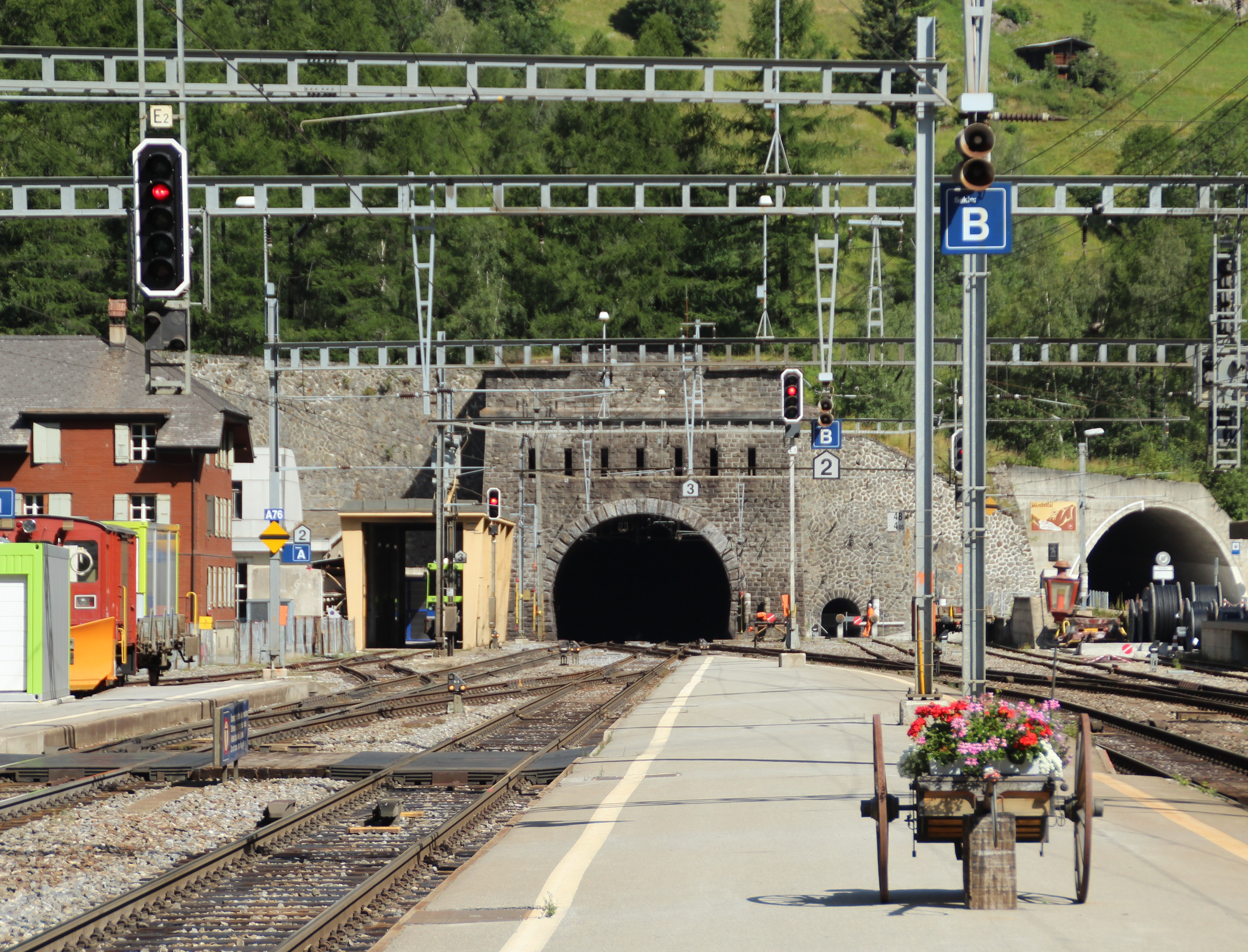
Тоннель Лёчберг от Гоппенштайна (высочайшая точка линии)

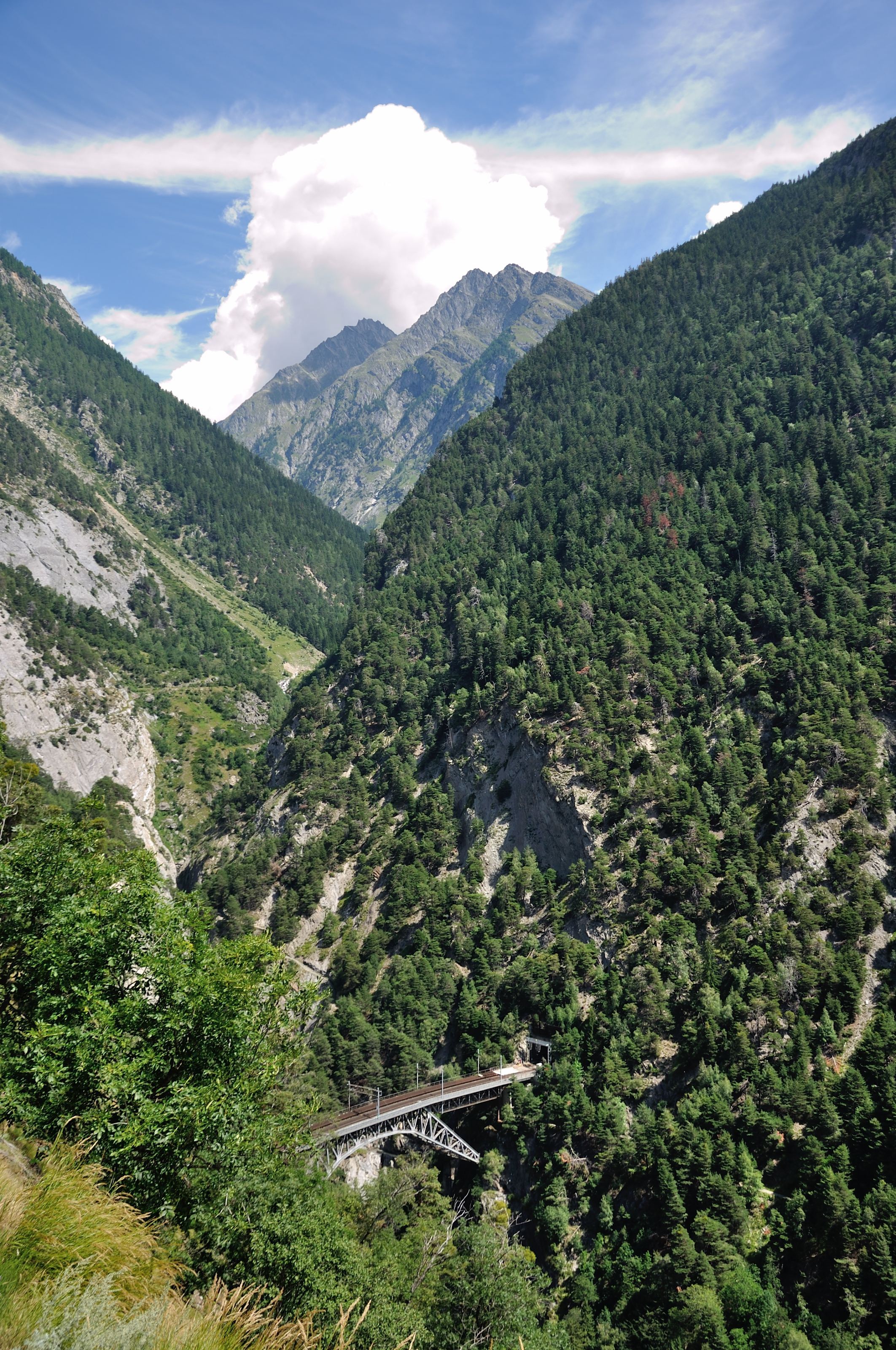
Долина и мост Бичталь (Южное направление)

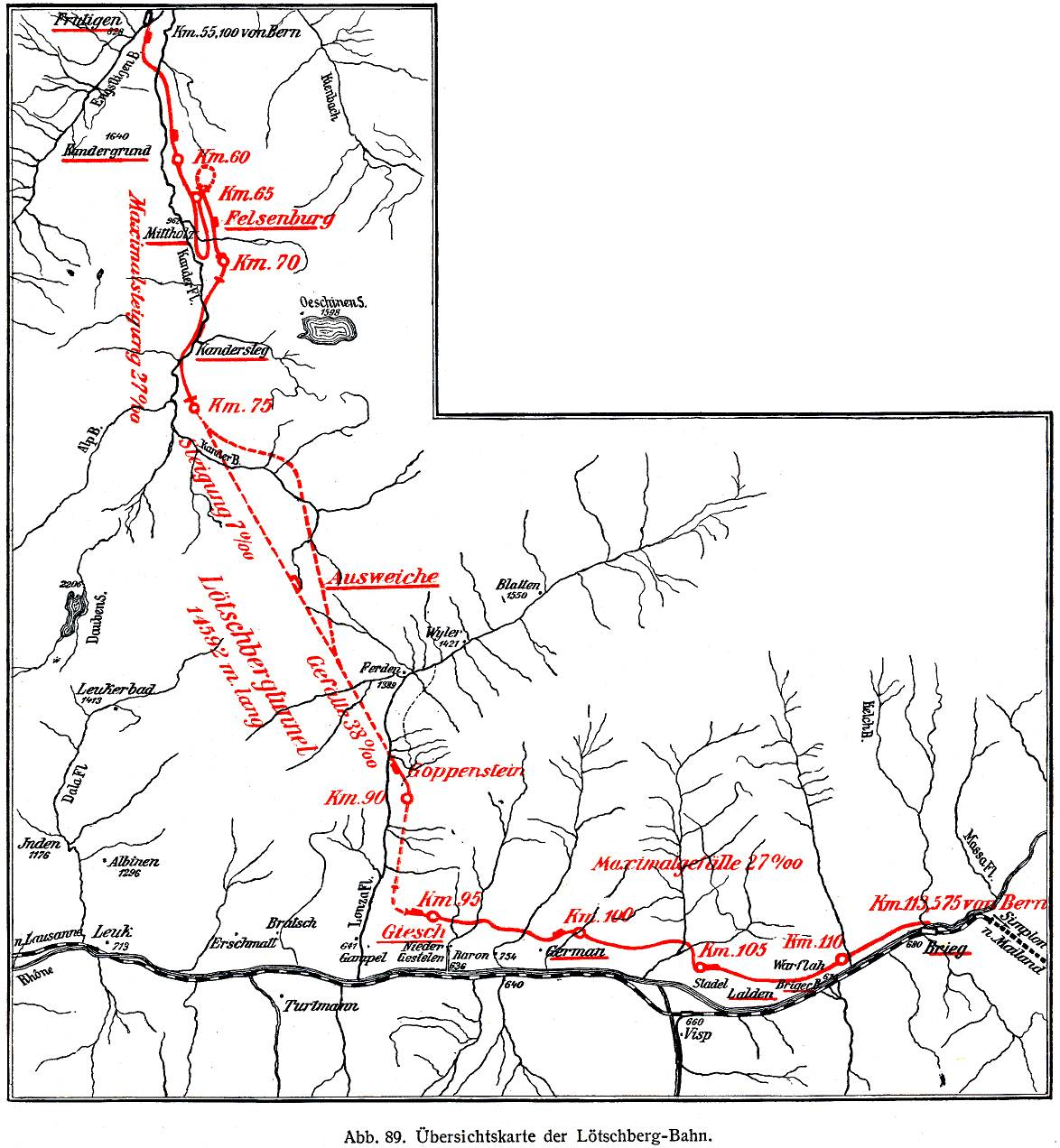
Контур линии Лёчберг между Фрутигеном и Бригом. От 60 до 70 км — узкий разворот по спиральному тоннелю. Изогнутый туннель Лёчберг между км 75 и 90. Длины пути отсчитываются из Берна в км.

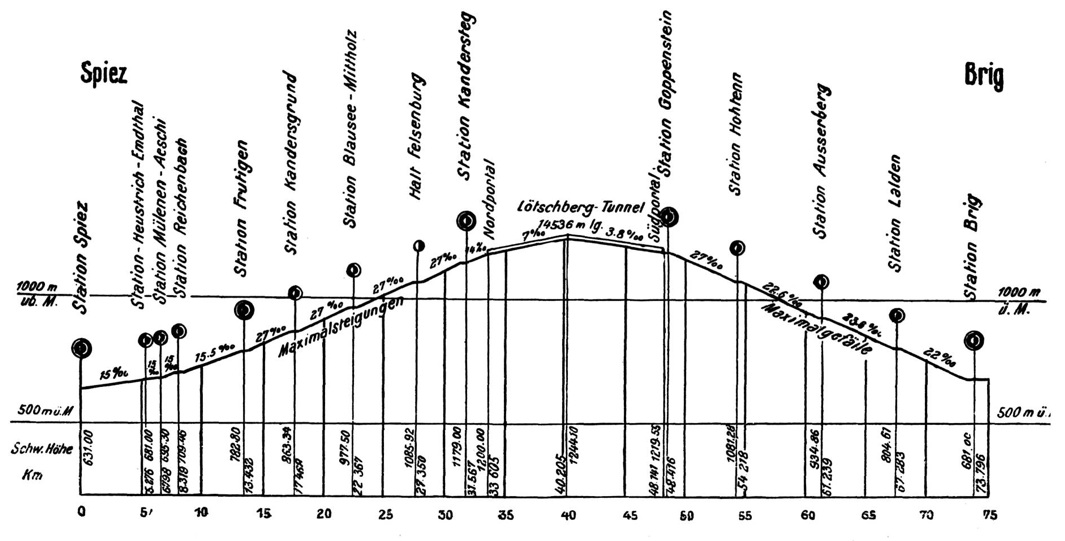
Профиль линии Лёчберг.

Линия Лёчберг, с 14,6-километровым тоннелем Лёчберг в её сердце, обеспечивает прямой доступ из Берна в Бриг, в который также можно добраться обходя Бернские Альпы через Лозанну, используя Швейцарскую часть Симплонской железной дороги. Это вторая по важности связь между Севером и Югом через швейцарские Альпы после Сен-Готарда. Вместе с тоннелем Симплон и итальянской частью Симплонской линии, она также соединяет швейцарское плато с Северной Италией. Открытый позднее базисный тоннель Лёчберг обходит большую часть горной линии и обеспечивает более быстрый доступ между Берном и Бригом, так как идёт на глубине 2,690 метров под перевалом Лёчен.
Линия Лёчберг начинается в железнодорожном узле Шпица, где она соединяется с линией GoldenPass от Цвайзиммена и с линией Тунского озера, идущей из крупных железнодорожных узлов Северной Европы, включая Базель и Берн, в Интерлакен. Отсюда линия идёт южном направлении через долину Кандер, проходя через Мюленен, Рейхенбах и Фрутиген, где находится северный портал базисного туннеля. После виадука Кандер, горная линия продолжается в направлении Кандергрунд на Митхольц. Линия поворачивает обратно на север после петли у Митхольц и поднимается из долины по западным склонам Эрмигхорн. Спиральный тоннель поворачивает линию к югу, прежде чем она достигает Кандерштега, последней станции на северном склоне. Через два километра после Кандерштега, линия достигает северного портала тоннеля Лёчберг.
Сразу после южного портала расположена станция Гоппенштайн, в нижней части долины Лёченталь. Линия идёт в основном под землёй, прежде чем выходит из последней долины и поворачивает в восточном направлении, на южном склоне Бичхорна, немного не доезжая до вокзала Хотенн, в 450 метрах над Роной. Линия, затем продолжается в том же направлении, спускаясь в сторону Брига. Она пересекает дикие долины Йолиталь, Бичталь, Балчидерталь и Гредечталь, проходит через Ауссерберг, Еггерберг и Лалден. Линия, наконец, заканчивается в Бриге, где она соединяется с Железной дорогой Маттерхорн-Готтард от Церматта до Дисентиса и Симплонской линией от Женевы и Лозанны до Домодоссолы (где есть пересадка на линию в Локарно, кантон Тичино), и далее в Милан. Южный портал базисного тоннеля лежит в долине Роны, ниже Ауссерберга. Остальная часть базисной линии проходит через Фисп, прежде чем достигнет Брига. Линия Лёчберг длиной 74 км и достигает высоты 1240 метров над уровнем моря. Наивысшая точка под открытым небом находится в Гоппенштайн на 1217 м. Это высочайшая дорога в Швейцарии, со стандартной колеёй и без зубчатой передачи, поэтому по ней ходят стандартные междугородние поезда. Путешествие от Шпица до Брига длится 72 минуты по горной трассе и 35 минут по базисной.
Линия Лёчберг протянулась через Бернские Альпы регион северных Альп и верхний Вале, регион Внутренних Альп. В то время северная часть Бернских Альп влажная и открытая, южная сторона, сухая и защищённая высокими горами Бернских и Пеннинских Альпы. Это приводит к выраженным климатическим, топографическим и культурным контрастам между северными и южными склонами. Линия, особенно её южная часть, находится в непосредственной близости от Юнгфрау-Алеч, большой ледниковой области между перевалами Лёчен и Гримзель.

## История
Железная дорога из Берна в Мюнзинген и Тун была открыта в 1859 году Schweizerische Centralbahn («Швейцарской Центральной Железной Дорогой»). Эта компания, в том числе линия Берн-Тун, была передана Швейцарской федеральной железной дороге с момента её основания в 1902, хотя большинство местных пассажирских и грузовых перевозок на ней в настоящее время производятся железной дорогой Берн-Лёчберг-Симплон (BLS). В 1893 году Thunerseebahn («железная дорога озера Тун») была открыта между Туном, Шпицем, Интерлакеном и Бенигеном в 1893 году, была поглощена BLS в 1913 году.
Около 1890 г. в кантоне Берн начали рассматривать возможность строительства железной дороги, чтобы связаться с планируемым тоннелем Симплон. Они имели право, согласно Швейцарской Конституции, построить свою собственную железную дорогу через Альпы. Однако было маловероятно получить финансовую поддержку Швейцарской Конфедерации, потому что правительство предоставило значительные средства для строительства Сен-Готардской железной дороги; поэтому Берну нужно было найти средства из других источников, чтобы построить собственную линию на юг.
В 1891 году небольшая группа видных деятелей получила концессию на строительство железнодорожной линии между Шпицем и Фрутигеном с возможностью впоследствии продлить её в Вале. Отставной член кантонального правительства и судья, Wilhelm Teuscher исследовал варианты трассы и пришёл к выводу, что нынешний маршрут был осуществим. 25 июля 1901 г. была открыта железная дорога из Шпиц до Фрутигена как Spiez-Frutigen-Bahn (SFB) в качестве первого этапа линии Лёчберг.
Между тем была предложена линия от Ленка под Вильдштрубелем в Лейкербад в кантоне Вале. Тем не менее, сторонникам Лёчберга удалось собрать достаточно средств, чтобы позволить продолжить строительство. 27 июля 1906 г. Berner Alpenbahngesellschaft Bern-Lötschberg-Simplon (BLS) была основана для строительства и эксплуатации предлагаемой железной дороги и 1 января 1907 года, она поглотила Spiez-Frutigen-Bahn.

### Строительство
Французский консорциум Entreprise du Lötschberg заключил контракт на строительство всей линии Лёчберг и строительство началось 15 октября 1906 с бурения северного портала тоннеля Лёчберг.
Первоначально предполагалось, что линия будет построена как однопутная, но уже в процессе строительства было принято решение строить тоннель Лёчберг двухпутным и подготовить возможность для строительства второго пути на линии в будущем. Геометрия путей была переработана, чтобы сделать возможным второй путь; сооружения и тоннели предусматривали, что второй путь будет добавлен. Максимальный градиент был установлен на уровне в 2,7 % и кривые — минимальным радиусом 300 м. Строители установили узкоколейную (750 мм) служебную железнодорожную линию на обоих подходах к тоннелю.
При строительстве линии Лёчберг было несколько чрезвычайных происшествий со смертельным исходом. Вечером 29 февраля 1908 года строительство вызвало лавину, которая снесла гостиницу и убила 12 постояльцев, которые ели ужин. 24 июля 1908 из-за обвала, вызванного утечкой воды в туннель Лёчберг, погибли 25 человек, вся смена, кроме трёх работников. Этот обвал заставил сделать обход тоннеля вокруг слабых слоев, которые рухнули.
Первоначально планировалось открыть линию 1 марта 1912 г., но эта дата была дважды отложена из-за решения построить два пути через главный тоннель и сделать резерв для будущего второго пути в других местах. 15 июля 1913 года электрификация линии была завершена и ограниченное движение началось. 16 сентября 1913 появилось более полное расписание с 16 поездами, в том числе четырьмя международными экспрессами.

#### Окончание строительства тоннелей
Даты сбойки тоннелей были следующими.
Северная сторона
- туннеля Riedschuk,
- туннель Felsenburg II, 28 декабря 1910
- туннель Ronenwaldt I, 15 Сентября 1910
- туннель Ronenwald II, 30 сентября 1910
- туннель Rotbach, 9 сентября 1910
- туннель Hemligen, 10 ноября 1910

Южная сторона
- туннель Rotlaui, 3 апреля 1908 года
- туннель Mittalgraben, 29 марта 1908 года
- туннель Luegje, 5 апреля 1908 года
- туннель Hohegg, 30 ноября 1907
- туннель Marchgraben, 13 декабря 1907 года
- туннель Hohtenn, 10 марта 1908 года
- туннель Lidenplatten, 30 сентября 1907
- туннель Blasboden, 6 февраля 1908
- туннель Sevistein I, 17 марта 1908 года
- туннель Mahnkinn, 29 марта 1908 года
- туннель Штаделем, 11 марта 1908 года
- туннель Виктория, 5 ноября 1907
- туннель Mundbach, 28 сентября 1907
- туннель Штаделем, 25 ноября 1910
- туннель Schluchi, 8 апреля 1911
- туннель Bietschtal I, 29 августа 1911
- туннель Bietschtal II, 21 февраля 1911 года
- туннель Sevistein II, 30 декабря 1911
- туннель Gründenrunnel, 11 Марта 1911
- туннель Еггерберг, 24 марта 1911
- туннель Bad, 31 марта 1911
- туннель Sevistein III, 25 октября 1915 (замена туннелей SevisteinI и II, повреждённых оползнем)

#### Строительство железной дороги
Для строительства линии Лёчберг и главного туннеля были построены две специальные строительные железные дороги, чтобы привести материал из Фрутигена или Натерса возле Брига к порталам туннеля Лёчберг. Колея этих железных дорог составляла 750 мм, максимальный градиент был 6 ‰ и минимальный радиус в кривой был 50 метров. В то время как на северном склоне строительная линия была построена по другому маршруту, чем постоянная линия, на южной стороне строительная линия следовала постоянной линии в значительной степени.
Подвижной состав для строительной линии состоял из 420 вагонов и 32 небольших паровозов с осью Клиен-Линднер, поставленных с июня по ноябрь 1907 немецкой фирмой Orenstein & Koppel. Поезда достигали максимальной скорости в 15 км/ч и их транспортная мощность составляла в среднем 13000 т в месяц.

##### Северный склон
Инженер Й. Зеебергер был ответственным за возведение строительной железной дороги между Фрутигеном и северным порталом тоннеля возле Кандерштега; она была более 15 км в длину долго и поднималась в высоту около 429 метров. Земляные работы и сооружение строительной железной дороги было завершено 30 июня 1907 года, а 19 августа первый паровоз побежал к порталу туннеля. Строительная железная дорога, имела многочисленные ответвления к строительным площадкам главной линии железной дороги. Несколько деревянных путепроводов были построены, чтобы подняться из Блаузее в Кандерштег. Наиболее впечатляющим был виадук Aegerten, который был длинной 126 метров и имел уклон 57 ‰ и кривую радиусом 50 м.

##### Южный склон

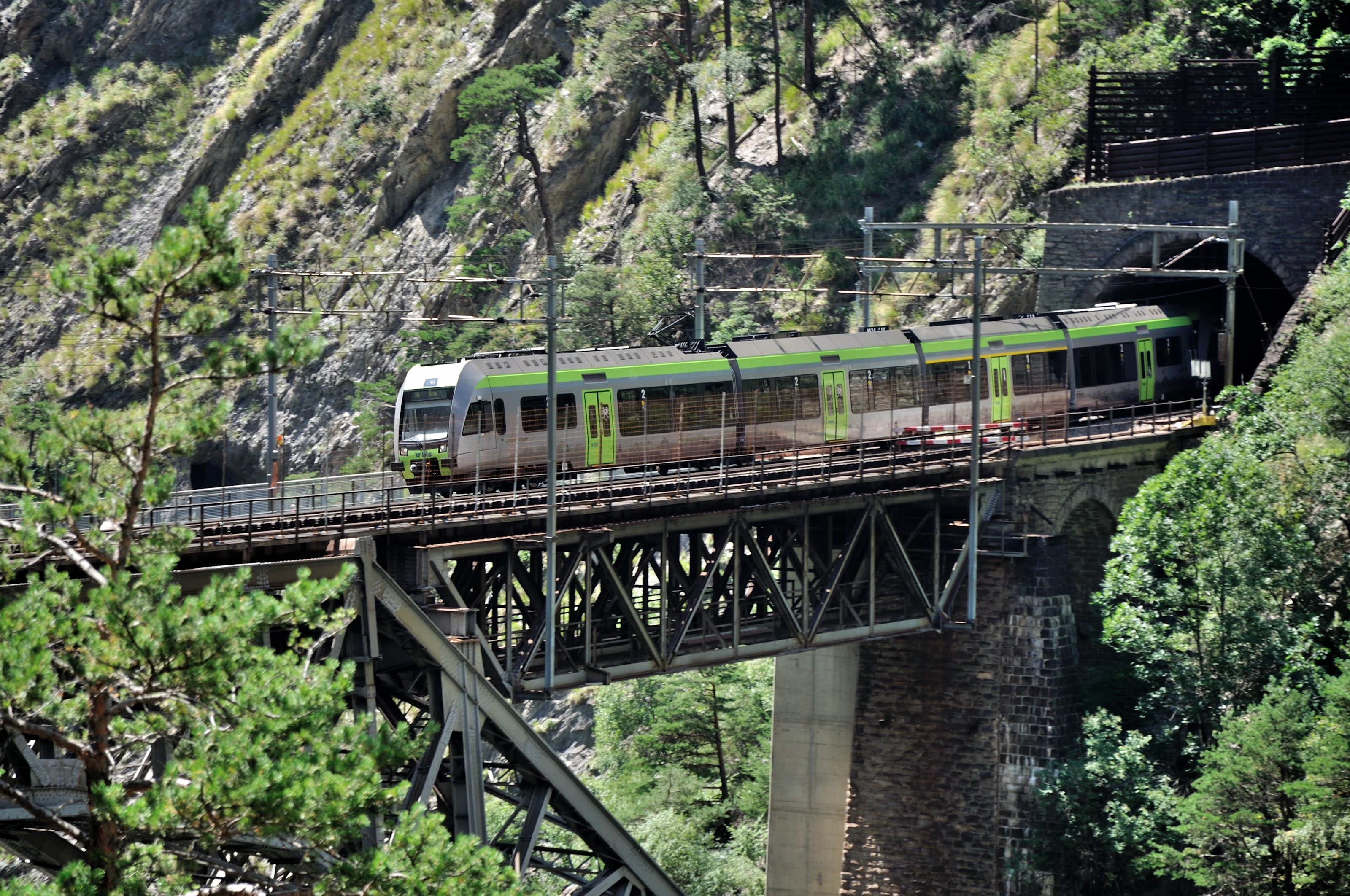
Региональный экспресс BLS на южном склоне

Сооружение строительной железной дороги на южной стороне откладывалось много раз, и церемония закладки первого камня возле Натерса состоялась 12 февраля 1907 года. 28-километровая линия строительной железной дороги, со средним градиентом в 30 ‰ в полной мере соответствуют линии постоянной железной дороге, за исключением отклонений вокруг многих боковых долин и отрогов, обойдённых фактической линией. Даже при этом, для строительной линии было пробито 34 туннеля общей протяжённостью 5.3 км, из которых 13 были расширены, чтобы стать частью постоянной линии.
Наконец, в августе 1908 года, почти через два года после начала строительства южного портала туннеля, первый поезд преодолел путь от Натерса к порталу в Goppenstein. Ранее все строительные материалы должны были быть перевезены на муле или на повозке через узкое ущелье lonza.
Пешеходная тропа вдоль южного склона линии Лёчберг в некоторых местах следует по маршруту строительной железной дороги, особенно в долинах Bietsch и Baltschieder .

### Расширение
Подходы к тоннелю Лёчберг изначально были однопутными и впоследствии были дополнены вторым путём. Мосты и тоннели линии были частично разработаны, с возможностью строительства второго пути, но изначально были не полностью построены. Двухпутная линия была завершена в период между 1976 и 1992 годами. В то же время пути были понижены, чтобы создать непрерывный интермодальный SIM коридор (Simplon Inter-Modal) для перевозки грузовых автомобилей и крупнотоннажных контейнеров на платформах. Кроме того, количество пассажирских поездов было увеличено.
В середине 2007 года базисный туннеля Лёчберг был завершён между Фрутигеном и Виспом. Это первая из двух новых линий через швейцарские Альпы в рамках проекта AlpTransit. В результате старая линия Лёчберг между Фрутигеном и Бригом используется гораздо менее интенсивно, чем ранее.

### Текущие операции на горной линии
На новый базисный туннель ушли почти все международные пассажирские и значительная часть грузовых поездов, но остальные грузовые поезда и ежечасные региональные экспрессы между Берном/Шпицем и Бригом, называемые Lötschberger, продолжают ходить по горной железной дороге. Кроме того, поезд, перевозящий автомобили, продолжает работать на линии между Кандерштегом и Гоппенштайном — он субсидируется правительством Швейцарии для замены автомобильного туннеля под перевалом Равиль, планировавшегося в 1970-х годах, но так и не построенного.

## Данные
- Колея: 1,435 мм (Европейская колея)
- Ток: 15,000 V, переменный, 16.67 Гц
- Протяжённость: 74 км (46 миль)км
- Максимальный уклон: 27 ‰ (2.7 %)
- Высота в северном конце (Шпиц): 630 м (2067 футов)м над уровнем моря
- Высота в южном конце (Бриг): 678 м (2224 футов)м над уровнем моря
- Вершина линии в тоннеле Лёчберг: 1240 м (4068 футов)м над уровнем моря
- Открытие линии Шпиц-Фрутигена (Spiez-Frutigen-Bahn): 25 июля 1901
- Начало строительства линии между Бригом и Фрутигеном: 15 октября 1906
- Поглощение Spiez-Frutigen-Bahn: 1 января 1907 года.
- Сбойка туннеля Лёчберг: 31 марта 1911
- Открытие линии: 15 июля 1913